# 위키뉴스
위키뉴스(영어: Wikinews)는 위키미디어 재단의 뉴스 소스이다. 위키뉴스는 GNU 자유 문서 사용 허가서 1.2 이상에 따라 배포되는 위키미디어 재단의 다른 프로젝트와는 달리 크리에이티브 커먼즈의 저작자표시 사용 허가서 2.5 이상의 라이선스를 가진다. 위키뉴스에서 지지하는 중립적 시각 정책은 오마이뉴스와 같은 시민 언론의 노력과는 구별된다. 위키미디어 재단의 대부분의 프로젝트와 달리 위키뉴스는 독자적인 리포트와 인터뷰 형태의 독자적인 기사를 허용한다.
2024년 10월 기준으로 위키뉴스는 한국어를 포함해 31개 언어가 운영 중이며 총 문서 수는 563,580개이고, 최근 활동 편집자 수는 686명이다.

## 초기

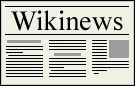
2005년 1월 13일까지 사용되었던 베타 버전 로고

최초로 기록된 위키미디어 뉴스 사이트의 제안은 2003년 1월 5일 위키백과 공동체의 메타위키의 두 줄 형식의 익명 게시물이었다. 폰지(Fonzy)라는 이름으로 위키백과를 편집했던 Daniel Alston은 이 게시물을 게시한 사람이라고 주장하였다. 이 제안은 이후 독일의 프리랜서 기자, 소프트웨어 개발자, 저자 에릭 묄러에 의해 더 발전하였다.

## 같이 보기
- 위키트리뷴